# Stolnica sv. Emidia
Stolnica svetega Emidia v mestu Ascoli Piceno je stolnica istoimenske škofije. Zaradi sprememb v 15. in 19. stoletju je od prvotne romanske stavbe ostalo skoraj nič, razen v kripti. Najpomembnejši del opreme je večdelna oltarna slika Carla Crivellija. Leta 1857 je papež Pij IX. stolnici podelil naziv bazilike minor. Cerkev je bila leta 1890 s krstilnico razglašena za državni spomenik.

## Zunanjost
Na ožji strani trga Piazza Arringo prevladuje široka, pravokotna fasada stolnice, zgrajene od leta 1529 do 1539 iz travertina. Njen korintski kolosalni red je »zasnovan tako, da daje vtis preproste, robustne, a učinkovite preprostosti«. Dokončan je bil le eden od dveh načrtovanih zahodnih stolpov. Na severni strani ladje se klasične renesančne lizene izmenjujejo z gotskimi okni s krogovičjem. Musenpforte, portal v renesančnih oblikah, uokvirja kasetirana vrata iz leta 1496.

## Notranjost
Zgradba triladijske dvoranske cerkve z osmerokotno kupolo nad [[križni kvadrat|križiščem]g je poznogotska predelava (po letu 1482) romanske prvotne stavbe, preoblikovana z okrasjem iz 19. stoletja.
Najpomembnejši del opreme je oltarna slika v obliki poliptiha, Poliptih svetega Emidia, ki je  v kapeli na desni. Oltarna slika je glavno delo v Benetkah izšolanega Carla Crivellija in je bila dokončana leta 1473. Upodobljenih je več svetnikov, ki so razporejeni v tri registre v navpični pravokotni razdelitvi polj okoli osrednje podobe z ustoličeno Mater Božjo. Gotski in renesančni elementi tvorijo enotnost uokvirjanja in slikanja tega pomembnega dela.
Veliki oltar iz 19. stoletja združuje starejše dele v svoji menzi, na primer plošče v tehniki sgraffito (prim. podobne v stolnici v Anconi). Korne klopi v [[apsida|apsidi]g so oblikovane z dovršeno ornamentiko v skladu s fazo pozne gotike ob koncu 15. stoletja, pri čemer so stranski sedeži bolj moderni kot sredinski.
Na srebrnem antependiju iz 14. stoletja, oltarni sliki, široki več kot osem metrov, 27 reliefov prikazuje prizore iz Jezusovega življenja.

## Kripta
V enajstladijski kripti so spolije iz romanskega obdobja ter baročne predelave. V oltarju, ki ga sestavlja rimski sarkofag, so relikvije sv. Emidia, zavetnika mesta. Plastična upodobitev svetnika krstilnika zadaj je datirana v leto 1718.

## Baptisterij
V stolni okoliš sodi tudi osmerokotna krstilnica, ki je bila verjetno zgrajena v 12. stoletju. Stoji čez cesto na severni strani stolnice. Krstilnica je redko odprta za javnost.